# Вальєхо (Каліфорнія)
Вальєхо (англ. Vallejo) — місто (англ. city) в США, найбільше місто округу Солано штату Каліфорнія.
Двічі було столицею штату, уперше — протягом тижня в 1852 році, удруге — протягом місяця в 1853.
Населення — 126 090 осіб (2020).

## Географія
Вальєхо розташоване на сході Північної Каліфорнії за координатами 38°6′28″ пн. ш. 122°15′50″ зх. д. / 38.10778° пн. ш. 122.26389° зх. д. (38.107911, -122.263880).  За даними Бюро перепису населення США в 2010 році місто мало площу 128,31 км², з яких 79,44 км² — суходіл та 48,87 км² — водойми.
Висота над рівнем моря — 21 м. Знаходиться в зоні часового пояса UTC-8 з переходом на літній час.

### Клімат
| Клімат : Вальєхо        | Клімат : Вальєхо | Клімат : Вальєхо | Клімат : Вальєхо | Клімат : Вальєхо | Клімат : Вальєхо | Клімат : Вальєхо | Клімат : Вальєхо | Клімат : Вальєхо | Клімат : Вальєхо | Клімат : Вальєхо | Клімат : Вальєхо | Клімат : Вальєхо | Клімат : Вальєхо |
| Показник                | Січ.             | Лют.             | Бер.             | Квіт.            | Трав.            | Черв.            | Лип.             | Серп.            | Вер.             | Жовт.            | Лист.            | Груд.            | Рік              |
| Абсолютний максимум, °C | 29,4             | 30,0             | 33,3             | 35,0             | 40,0             | 45,0             | 44,4             | 43,3             | 43,3             | 41,1             | 32,2             | 27,2             | 45,0             |
| Середній максимум, °C   | 13,9             | 16,4             | 18,4             | 20,9             | 23,6             | 26,1             | 26,6             | 27,7             | 27,8             | 24,7             | 18,8             | 14,2             | 21,6             |
| Середня температура, °C | 8,7              | 10,6             | 11,9             | 13,7             | 16,2             | 18,7             | 19,8             | 19,7             | 19,3             | 16,7             | 12,4             | 9,0              | 14,7             |
| Середній мінімум, °C    | 3,5              | 4,9              | 5,6              | 6,5              | 8,7              | 10,7             | 11,9             | 11,7             | 10,8             | 8,8              | 5,9              | 3,8              | 7,7              |
| Абсолютний мінімум, °C  | −7,2             | −5               | −5               | −2,8             | −1,1             | 1,1              | 3,3              | 0,0              | 2,2              | −2,2             | −3               | −10              | −10              |
| Норма опадів, мм        | 131              | 112              | 84               | 42               | 18               | 5                | 0                | 2                | 8                | 35               | 76               | 116              | 627              |
| Днів з опадами          | 11               | 10               | 9                | 6                | 3                | 1                | 0                | 0                | 1                | 4                | 8                | 10               | 63               |
| ----------------------- | ---------------- | ---------------- | ---------------- | ---------------- | ---------------- | ---------------- | ---------------- | ---------------- | ---------------- | ---------------- | ---------------- | ---------------- | ---------------- |

## Демографія
Згідно з переписом 2010 року, у місті мешкали 115 942 особи в 40 559 домогосподарствах у складі 27 788 родин. Густота населення становила 904 особи/км².  Було 44433 помешкання (346/км²).
Расовий склад населення:
| - 32,8 % — білих - 24,9 % — азіатів - 22,1 % — чорних або афроамериканців - 1,1 % — вихідців з тихоокеанських островів - 0,7 % — корінних американців - 11,0 % — осіб інших рас |

До двох чи більше рас належало 7,5 %. Частка іспаномовних становила 22,6 % від усіх жителів.
За віковим діапазоном населення розподілялося таким чином: 23,2 % — особи молодші 18 років, 64,7 % — особи у віці 18—64 років, 12,1 % — особи у віці 65 років та старші. Медіана віку мешканця становила 37,9 року. На 100 осіб жіночої статі у місті припадало 94,3 чоловіків;  на 100 жінок у віці від 18 років та старших — 91,4 чоловіків також старших 18 років.
Середній дохід на одне домашнє господарство  становив 71 707 доларів США (медіана — 57 028), а середній дохід на одну сім'ю — 79 495 доларів (медіана — 65 160). Медіана доходів становила 49 011 долар для чоловіків та 46 103 долари для жінок. За межею бідності перебувало 18,3 % осіб, у тому числі 24,9 % дітей у віці до 18 років та 10,7 % осіб у віці 65 років та старших.
Цивільне працевлаштоване населення становило 52 264 особи. Основні галузі зайнятості: освіта, охорона здоров'я та соціальна допомога — 23,8 %, роздрібна торгівля — 11,4 %, науковці, спеціалісти, менеджери — 10,4 %, мистецтво, розваги та відпочинок — 9,5 %.

## Міста-побратими
У Вальєхо має сім міст-побратимів:
- Акасі (яп. 明石 市, Японія)
- Багамойо (англ. Bagamoyo, Танзанія)
- Санто-Домінго (ісп. Santo Domingo de Guzmán, Домініканська Республіка)
- Багіо (ило. Ciudad ti Baguio, філ. Lungsod ng Baguio; Філіппіни)
- Спеція (італ. La Spezia, ліг. Speza; Італія)
- Тронхейм (норв. Trondheim, Trondhjem; Норвегія)
- Чінчхон (кор. 진천군, 鎭 川 郡, Республіка Корея)

## Персоналії
- Бад Джемісон (1894—1944) — американський актор
- Наталі Кінгстон (1905—1991) — американська акторка німого кіно.